# Check-out (E-Commerce)
Dieser Artikel wurde aufgrund inhaltlicher und/oder formaler Mängel auf der Qualitätssicherungsseite des Portals Wirtschaft eingetragen. 
Du kannst helfen, indem du die dort genannten Mängel beseitigst oder dich an der Diskussion beteiligst.
Unter Check-out bzw. Checkout versteht man im elektronischen Handel die virtuelle Kasse. Dort wird der Kunde zur Wahl des von ihm präferierten Zahlungsverfahrens und der Adresseingabe aufgefordert. Der Check-out gilt als kritischer Punkt im Online-Handel, da viele Kunden den Kaufvorgang an dieser Stelle abbrechen. Je nach Quelle wird die Zahl der nicht zu Ende gebrachten Kaufvorgänge zwischen 40 und 70 % geschätzt. Die Gründe für Abbrüche während des Check-outs werden in der Usability-Forschung untersucht.
Dort wurde ermittelt, dass eine zu späte Auskunft über die Liefer- und Versandbedingungen, eine zwingende Registrierung beim Händler, komplizierte Formulare sowie unpassende Zahlungsmethoden die Abbruchraten während des Checkout-Prozesses erhöhen. Damit eine möglichst geringe Abbruchrate erzielt wird, ist es möglich, den gesamten Checkout-Prozess eines Online-Shops durch unterschiedliche Maßnahmen zu optimieren. Dazu gehört es, dem Kunden während des gesamten Prozesses mitzuteilen, in welcher Checkout-Phase er sich befindet und wie viele Schritte er bis zum Kaufabschluss noch zu tätigen hat. Außerdem sollten die eingesetzten Formulare so übersichtlich und kurz wie möglich gehalten werden. Insbesondere bei der Nutzung von Mobilgeräten ist die Reduzierung auf das Wesentliche für den Kunden von hoher Bedeutung und ein wichtiger Erfolgsfaktor. Es gibt zahlreiche Tools und Anbieter, die in den Checkout-Prozess eingebunden werden können, um den Vorgang schneller, sicherer und erfolgversprechender zu gestalten.